# Die grünen Kinder von Woolpit

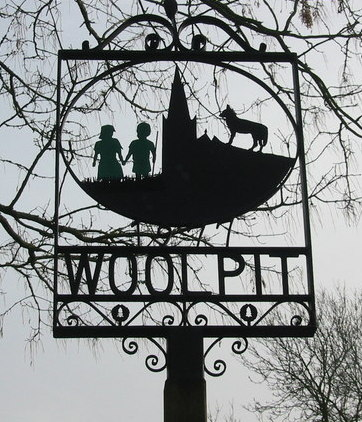
Denkmal von 1977

Die Legende der Grünen Kinder von Woolpit (von engl. Green children of Woolpit) handelt von zwei Kindern mit grünlicher Hautfarbe, die im 12. Jahrhundert nahe Woolpit, einem Dorf in der englischen Grafschaft Suffolk, aufgefunden worden sein sollen.

## Legende
Gemäß der Überlieferung wollen Schnitter zur Erntezeit nahe der Ortschaft Woolpit in einer tiefen Wolfsgrube zwei ungewöhnliche Kinder entdeckt haben, ein Mädchen und einen Jungen. Die Kinder hätten eine grünliche Hautfarbe gehabt und Kleidung getragen, deren Textilien von niemandem identifiziert werden konnten. Außerdem benutzten sie eine unbekannte Sprache, sodass eine Kommunikation unmöglich schien. Perplex und ratlos übergab man die Kinder dem Landbesitzer, einem gewissen Ritter namens Richard of Calne. Die Kinder sollen unentwegt geweint haben, auch verweigerten sie zunächst jegliche Nahrung, bis man ihnen frische Bohnen vorsetzte. Der Junge aber erkrankte bald und verstarb. Das Mädchen hingegen gewöhnte sich mit der Zeit an diverse Speisen, verlor alsbald seine grünliche Hautfarbe und begann, die englische Sprache zu erlernen. Nun war eine Befragung zu ihrer Person und ihrer Herkunft möglich.
Zum Erstaunen aller gab das Mädchen an, die Kinder seien Geschwister und entstammten einem Land namens „Saint Martin“, in dem vor allem keine Sonne scheine, aber in welchem „Ewiges Dämmerlicht“ herrsche. Außerdem habe jeder Bewohner des Landes eine grüne Hautfarbe. Es gebe dort noch ein anderes Land mit hellen Lichtern darauf, doch sei dieses durch einen sehr breiten Fluss vom eigenen Land getrennt und man könne es nur aus der Ferne erkennen. Eines Tages seien die Kinder damit beschäftigt gewesen, das Weidevieh ihres Vaters zu hüten, als sie eine tiefe Höhle entdeckten, aus der fernes Glockengeläut ertönte. Die Kinder seien den Klängen aus Neugierde gefolgt und schließlich in der Wolfsgrube zu Woolpit gelandet, wo sie das grelle Tageslicht blendete und das Geräusch der Schnitter und ihrer Sicheln erschreckte. Nachdem sich ihre Englisch-Kenntnisse weiter merklich gebessert hätten, habe man das Mädchen schließlich erneut befragt, wo ihr Land denn genau liege, doch diese Frage konnte oder mochte es nicht beantworten. Das Mädchen hätte jedoch ausgesagt, man glaube dort an Jesus Christus und es gebe Kirchen in ihrer Heimat. Die Taufe sei ihnen allerdings fremd.
Das Mädchen lebte nach Richard of Calne's eigenen Aussagen einige Jahre in dessen Haushalt, wo es sich „aufmüpfig und unverschämt“ verhalten haben soll. Als das Mädchen volljährig wurde, habe es sich taufen lassen und den Namen Agnes Barre angenommen, nachdem sie den Botschafter des Königs Heinrich II. und Erzdiakon von Ely und Lisieux, Richard Barre, geheiratet hatte.

## Ursprung und Hintergründe
Erstmals erwähnt wird die Sage in dem Buch Historia rerum Anglicarum (dt. Geschichte englischer Begebenheiten), verfasst von William of Newburgh, einem Historiker und Mönch. Ein weiteres Mal wird die Geschichte in dem Werk Chronicon Anglicanum (dt. Englische Chronik) erwähnt, geschrieben von Radulph von Coggeshall (6. Abt des Klosters Coggeshall Abbey). Die Geschichte von den „Grünen Kindern von Woolpit“ soll sich in der Zeit um 1135 bis 1154 zugetragen haben. William of Newburgh versetzt die Geschichte in die letzten Regierungsjahre von König Stephan von Blois, während Ralduph von Coggeshall König Heinrich II. erwähnt.

## Interpretationen
Historisch nachweisbar ist die Geschichte der „grünen Kinder“ nicht, sie enthält jedoch interessante, kulturgeschichtliche Elemente: Sie beschreibt, was – nach Auffassung der zeitgenössischen Autoren – mit Menschen unbestimmter Herkunft geschehen kann, wenn sie sich nicht an eine neue Kultur anpassen können (oder wollen) und was mit jenen passiert, die es doch tun und sich bemühen. Der Historiker Jeffrey Jerome Cohen nimmt an, dass die „grünen Kinder“ womöglich eine Art personifizierte Erinnerung an Englands Vergangenheit und die gewaltsame Eroberung der Ur-Briten durch die Angelsachsen, gefolgt von dem Normannen-Einfall, darstellen. Die Beschreibung der Kinder sei dabei ein literarischer Seitenhieb auf die Rassen- und Kulturunterschiede zwischen den Normannen und den Angelsachsen. Hintergrund dieser Interpretation ist der historische Umstand, dass sich die Angelsachsen damit schwer taten, sich ihrerseits an die normannische Kultur anzupassen und umgekehrt. Die Geschichte der grünen Kinder scheint dabei gleichzeitig die archetypische Angst Einheimischer vor Fremdländischen widerzuspiegeln, worauf die Details – grüne Haut, fremdartige Bekleidung und unverständliche Sprache – hinweisen. Erst als sich zumindest eines der Kinder kulturell wie sprachlich anpasst und taufen lässt, wird es schon bald von der Gesellschaft akzeptiert und kann weiterleben.
Besonders um die mögliche Identität und Herkunft der „grünen Kinder“ ranken sich zahlreiche Theorien und Mutmaßungen. Der Historiker Derek Brewer vermutet, die Kinder könnten flämischer Herkunft gewesen sein. Ihre Eltern waren möglicherweise flämische Flüchtlinge gewesen, die während der Schlacht bei Fornham (um 1173) ums Leben kamen. Völlig traumatisiert seien die Kinder umhergeirrt, hätten kaum Nahrung gefunden und infolgedessen an Unterernährung gelitten. Dies könnte zu einer seltenen, extremen Form der Eisenmangelanämie geführt haben, die eine Veränderung der Hautfarbe hervorruft. Diese Krankheit war im frühen Mittelalter nicht selten und wurde aufgrund ihres äußerlichen Erscheinungsbildes auch „Chlorose“ genannt. Ein weiterer Hinweis sei laut Brewer die berichtete Amnesie der Kinder, ein weiteres Symptom andauernder Unterernährung. Ein dritter Hinweis sei die Aussage des Mädchens, das Glockengeläut, dem die Kinder gefolgt seien, habe sie an jenes Läuten erinnert, das sie von der St. Edmund Abtei kenne. In deren Nähe hatte sich die Schlacht von Fornham zugetragen.
Nach einer modernen Interpretation hat ein Graf, der Vormund zweier Kinder gewesen sein soll, diese erst mit Arsen vergiftet und dann ausgesetzt. Bevor sie starben, konnten sie rechtzeitig gerettet werden. Plausibel an dieser Interpretation ist, dass Vergiftungen mit Arsen zu Hautverfärbungen führen können.
Weniger glaubwürdige Theorien um die Herkunft der Kinder haben zum Inhalt, dass sie außerirdischer Herkunft gewesen sein könnten. Sie wären durch einen Raumschiffabsturz auf die Erde gelangt, alternativ seien sie durch einen fehlgeschlagenen Beamvorgang versehentlich nach Woolpit versetzt worden. Abweichenden Behauptungen zufolge stammten die Kinder aus einer Art Parallelwelt und hätten durch Zufall ein Portal in unsere Welt entdeckt. Einer anderen fantastischen Spekulation nach hätte es sich bei den „grünen Kindern“ um Elfen gehandelt.